# Silene maeotica
Silene maeotica — вид квіткових рослин родини гвоздикових (Caryophyllaceae).

## Поширення
Україна.
В Україні вид росте у Приазов'ї.